# Ognjen Matić
Ognjen Matić (Split, 21. kolovoza 1989.) je australski rukometaš, i reprezentativac.

## Reprezentativna karijera
Prvi puta je zaigrao za reprenzentaciju Australije 17. siječnja 2009.protiv Mađarske.